# Anazaítas

Ubicaciones aproximadas de algunas de las tribus en la península arábiga en los albores del Islam (600 d. C.), los anazaítas habitaban el desierto sirio entre los actuales Irak y Siria.

Los anazaítas (en árabe, عنزة 'Anazah) o clan 'Anazzah  son una tribu árabe dispersa por Arabia, Irak y el Levante.

## Genealogía y orígenes
La existencia de los anazaítas como un grupo tribal autónomo, como muchas tribus modernas prominentes, es anterior al surgimiento del Islam en el siglo VII d. C. Los genealogistas árabes clásicos colocaron a los anazaítas  dentro de la gran rama Rabi'ah de las tribus adnanitas (del norte de Arabia), junto con las tribus de Abdul Qays, Bakr ibn Wa'il, Bani Hanifa y Taghlib. En el esquema genealógico, el ancestro epónimo de los anazaítas es un tío-abuelo de todos estos.
Los primeros estudiosos musulmanes registraron dos ramas principales de los anazaítas. Una rama era nómada, y vivía en las estepas del norte de Arabia, limítrofes con Siria y Mesopotamia. El otro, conocido como Banu Hizzan (hizanitas), era sedentario y vivía dentro de los wadis de al-Yamama en el este del Néyed, justo al sur de sus supuestos primos, los Bani Hanifa del Bakr ibn Wa'il, que habitaban la actual Riad. Las familias que ligan su origen a los anazaítas a través de los hizanitas todavía habitan en esa área en la actualidad.
Las otras tribus de Rabi'ah fueron mucho más prominentes en los eventos de la Arabia preislámica tardía y la era islámica temprana (ver Banu Hanifa, Taghlib y Bakr). Según historiadores como Al-Tabari (siglo X d. C.), los anazaítas se unieron a Bakr ibn Wa'il bajo una alianza que llamaron al-Lahazim. Muchas de estas tribus eran seguidores de la fe cristiana antes del Islam. Otros, como banu Taghlib, permanecieron en gran parte cristianos incluso después de la conquista islámica de Mesopotamia y el Levante.

## Historia moderna

### Los anazaítas en Siria e Irak

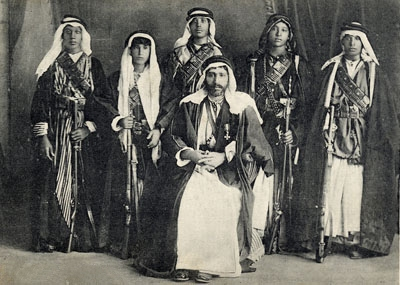
Tarjeta postal del emir Mejhem ibn Meheid, jefe de la tribu Anaza cerca de Alepo con sus hijos después de que el general Gouraud lo condecorara con la Croix de Légion d'honneur el 20 de septiembre de 1920

La tribu moderna anazaíta se hizo prominente durante la era otomana, como dueños de las ciudades-oasis del noroeste de Arabia, particularmente Jáibar y al-Ula. Aunque no eran granjeros, los anazaítas recaudaron cosechas de los habitantes, y solo pasaban los meses de invierno en el área, mientras migraban hacia el norte (hacia el sur de Siria) en los meses de verano, donde percibían tributos de los habitantes del Haurán. El tributo era conocido como khuwwa («hermandad») y, a cambio, los miembros de la tribu se comprometieron a proteger a los agricultores de otras tribus. Otros clanes de la tribu se extendieron por las estepas árabes al norte y este del río Éufrates. Según la Enciclopedia del Islam, «se desconoce de dónde vinieron», mientras que muchos, como los viajeros occidentales John Philby y Anne Blunt, simplemente asumieron que habían emigrado recientemente de Néyed (Nejd), habiendo sido empujados hacia el norte a Siria por otras tribus. Sin embargo, la tribu no aparece en los registros históricos o genealógicos de Nejd, y los miembros de la tribu plantean una migración desde Siria e Irak hacia el sur, a Nejd, que se corresponde con las tierras originales de los Bakr ibn Wa'il. En particular, se cree que se originaron en el área de Ayn Tamr en el desierto iraquí cerca de Kerbala. En el siglo XIX, el viajero suizo Burckhardt y el viajero británico Doughty visitaron a la tribu en su fortaleza de Jáibar y obtuvieron de ellos muchos detalles de la vida beduina. El jeque Medjuel el Mezrab de los anazaítas fue el esposo de la aristócrata inglesa Jane Digby.
Una rama de los anazaítas en esa área, centrada alrededor de Yauf y el valle de Wadi Sarhan y extendiéndose a Jordania y Siria, se hizo tan grande y poderosa que prácticamente se convirtió en una tribu independiente, conocida como Ruwallah (rualaítas). Los rualaítas participaban en guerras del bando anazaíta, y también se convirtieron en los archienemigos de la gran tribu shammarita (los fundadores del Emirato Shammar), que habitó aproximadamente la misma área y dominó Néyed a fines del siglo XIX después de depositar temporalmente a los sauditas (al-Saud). Una epopeya oral del siglo XIX cuenta la historia de la gran rivalidad entre dos héroes, uno shammarita y otro anazaíta; fue publicada en 1992. Los rualaítas se encontraban entre las tribus que participaron en la Rebelión árabe (1916-1918) contra el imperio Otomanos que dominaba el territorio. Otra rama norteña de los anazaítas, los amaratíes, se ubicaban en los desiertos de Irak.
Según los genealogistas de la tribu, la tribu moderna en el norte de Arabia se divide en las siguientes ramas:
- Dhana Bishr («hijos de Bishr»), que incluye a los amaratíes de Irak.
- Dhana Maslam, que incluye a los rualitas del norte de Arabia.

### Los anazaítas en el Néyed
Las escasas crónicas de Néyed (en árabe, نجد Nejd) relacionadas con la era anterior a Wahhabi relatan un proceso de penetración de la tribu en el norte y el oeste del Néyed, donde comenzaron a reclamar áreas de pastoreo durante los meses de invierno.  El historiador del siglo XIX y descendiente anazaíta Ibn La'bun registró el asentamiento de varias familias anazaítas en el Néyed, que ubicó en el siglo XIV d. C. En el siglo XV, la región de Al-Qassim al norte del Nèyed se estaba colonizando rápidamente a través de la migración y la mayoría de esta actividad era de miembros del clan Anazzah. A principios del siglo XVIII, se registra que beduinos anazaítas llegaron hasta las puertas de Riad, matando a su gobernante en batalla. Esta batalla fue parte de una guerra tribal en la que Riad y sus aldeas vecinas tomaron partido.
Con el surgimiento del primer estado saudita, el Emirato de Diriyah, a fines del siglo XVIII, los anazaítas se encontraban entre las tribus que adoptaron una actitud favorable hacia este nuevo poder, pero no lo apoyaron militarmente, debido a su ubicación geográfica. La familia real de Arabia Saudí, la casa de al-Saud, es de la tribu anazaíta, ya que al-Saud tiene como ascendencia a al-Wa'il, así como todos los habitantes anazaítas nativos de la región y los anazaítas nómadas de otras regiones. Los Saud se casaron con sus rivales anazaítas, los shammaritas, junto con otras tribus poderosas para solidificar su dinastía. Ibn Saud engendró docenas de niños con sus muchas esposas. Tuvo a lo sumo cuatro esposas a la vez, divorciándose muchas veces, asegurándose de casarse con muchos de los nobles clanes y tribus dentro de su territorio, incluidos los jefes de las tribus Bani Jalid, Ajman y Shammar, así como con Al ash-Sheikh.

### sigloXX
El asentamiento de beduinos en pueblos y aldeas cercanas ha sido un proceso continuo en la región. Las familias anazaítas asentados (no-nómadas) se encuentran no solo en Arabia Saudita, donde son más numerosos, sino también en Kuwait, Jordania, Irak, Siria, el Líbano, Emiratos Árabes Unidos, Catar, Omán, Baréin, Ahwaz (Irán) y la Cisjordania, donde la aldea de Anzah, cercana a Yenín, lleva el nombre de la tribu.
El establecimiento de las fronteras modernas de Oriente Medio supuso un duro golpe al estilo de vida beduino de tribus como la Annazah, que estaban acostumbradas a criar a sus animales en amplias áreas que abarcan muchos estados modernos. A principios del siglo XX se hicieron arreglos especiales para estas tribus, pero la gran mayoría terminó instalándose en estos nuevos estados y tomando la ciudadanía saudita, kuwaití, iraquí, libanesa, siria o jordana. Estos miembros de la tribu recientemente establecidos a menudo se distinguen de sus primos sedentarios al retener denominaciones tribales como al-Annizi o Al-Ruwaili como apellidos.